# The Krewmen
The Krewmen (рус. Крю́мен, в переводе с англ. — «бригада, экипаж») — британская группа, играющая в стиле сайкобилли.

## История
Группа была основана гитаристом Тони МакМилланом в Великобритании в 1982 году и изначально была названа «The Starlites». Музыканты играли в стиле рокабилли, а, кроме Тони МакМиллана, другими участниками являлись Джейсон Торнтон (контрабас) и Пол Башнелл (барабаны). В период с 1982 по 1984 год группа играла в различных небольших клубах Великобритании. В 1984 году группа была выбрана для участия в мюзикле, посвящённому Элвису Пресли, в результате чего был дан первый тур в США, Канаде и Великобритании, продолжавшийся почти год. Тогда же Тони переименовал группу в «Krewmen», что означало «бригада» с изменённой первой буквой. После окончания тура группе стали поступать предложения от различных звукозаписывающих лэйблов, однако к тому времени из группы ушли Пол Башенелл и Ян Бакли, сменивший ранее Джейсона Торнтона. Тони взял в руки контрабас, а в группе появились гитарист и вокалист Карл Лиленд и барабанщик Джимми Фэй. Группа подписала контракт с «Lost Moment Records», а звучание изменилось в сторону блюза-рокабилли. Так был записан первый альбом с кавер-версиями блюзовых песен «Klassic Tracks from 1985!» Альбом имел большой успех, однако Тони хотел изменить музыку группы и исполнять свои собственные песни, что привело к очередной смене состава. В конце года в группу возвратился Джейсон Торнтон, также пришёл вокалист Марк Коул и ударник Доминик Парр, а Тони вновь стал гитаристом. Музыка стала более тяжёлой, а стиль сменился на сайкобилли.
В 1986 году выходит первая долгоиграющая пластинка «The Adventures of the Krewmen», а в 1987 – «Sweet Dreams» и «Into the Tomb». Музыканты много гастролируют по Европе, и группа становится одной из самым популярных, играющих в стиле сайкобилли. Однако на волне успеха в конце 1987 года из группы уходит Марк Коул, основавший позже свою собственную группу «Mad Dog Cole», и Тони МакМиллан вновь становится вокалистом, а в 1988 году также уходят Доминик и Джейсон. Тони самостоятельно записывает сингл «My Generation», играя на всех инструментах. В 1988 году в группу приходят барабанщик Стив Пайпер и басист Марк Бурк, и группа возобновляет свою концертную деятельность. Звук становится жёстче, в нём появляются элементы металла, панка и глэм-рока. Группа начинает работу над новым альбомом «Plague of the Dead», однако Марк не является в студию для его записи и вскоре уходит из группы. В итоге все партии контрабаса были записаны самим Тони. После выхода альбома в группу ненадолго приходит басист Грахам Грант, а группа снимает клип на песню «Legend of the Piper». В начале 1989 года Грахам покидает группу, поскольку его уровень игры не устраивал Тони, и на смену ему приходит Пол Оксли. Тогда же на американском лейбле «Skyclad» выходит сборник лучших вещей группы — «Curse of the Graveyard Demon». Группа снимает клип на песню «Plague of the Dead» и отправляется в крупное турне по США. Их песни попадают на радиостанции США и Канады, а журналисты признают «The Krewmen» лучшей сайкобилли-группой. В 1990 году музыканты записывают альбом «Power», а в 1991 – «The Final Adventures of the Krewmen», в котором возвращаются к более классическому звучанию. В 1992 году в группу приходит барабанщик Энтони Галлахер, а Стив Пайпер становится гитаристом. Такой состав становится окончательным, а группа продолжает гастролировать по Европе, США, Канаде и Японии.
В середине 1990-х активность группы заметно снижается, а новые студийные альбомы перестают выходить. В начале 1990-х Тони МакМиллан вновь участвует в мюзикле, посвящённому Элвису Пресли, который продолжался восемнадцать месяцев. В 1997–1998 годах «Lost Moment Records» переиздают первые 3 альбома группы и ранние синглы на CD. В своём интервью 1999 года музыканты анонсировали выход новых альбомов и следующие за ними гастроли, но эти планы так и не были осуществлены, и деятельность группы сошла на нет. В интервью 2003 года МакМиллан сказал, что все участники группы до сих пор являются хорошими друзьями, но живут в разных концах Англии, поэтому собрать всех ради концертной деятельности было бы трудно, тем более, что музыкой из них никто больше не занимается. В 2006 году вышли сборник «The Best of the Krewmen», DVD «Legend of the Krewmen» с записями концертов начала 1990-х, а также были перевыпущены на CD некоторые ранние альбомы. В 2018–2020 годах на виниловых пластинках были переизданы некоторые ранние альбомы, а также выпущена новая пластинка «The Return» с неизданными ранее композициями, записанными около 1996 года.

## Состав
Начиная с 1992 года, состав группы являлся неизменным: 
- Тони МакМиллан – гитара, вокал (основатель, с 1982)
- Стив Пайпер (с 1988) – барабаны, с 1992 – ритм-гитара
- Пол Оксли (с 1989) – контрабас
- Энтони Галлахер (с 1992) – барабаны

## Дискография
| Студийные альбомы - 1986 – The Adventures of the Krewmen - 1987 – Sweet Dreams - 1987 – Into the Tomb - 1988 – Plague of the Dead - 1990 – Power - 1991 – The Final Adventure of the Krewmen (Part 1) - 2019 – The Return Синглы и EP - 1985 – Ramblin' / I'm Gonna Get It - 1985 – What Are You Today - 1985 – The Krewmen - 1988 – My Generation - 1988 – Do You Wanna Touch - 1992 – Forbidden Planet Сборники - 1988 – Curse of the Graveyard Demon - 1994 – Singled Out - 1998 – Klassic Tracks from 1985! - 2006 – The Best of the Krewmen | Участие в сборниках с другими исполнителями - 1985 — «The Rockin' Won't Stop!» - 1987 — «Rockin It Up!» - 1988 — «Rockin It Up! Vol.2» - 1989 — «The Fence» - 1989 — «20 Widows Creeping. A Skyclad Sampler — July 1989» - 1990 — «Spank The Nun. A Devil's Dozen From Skyclad» - 1990 — «Frozen Ghosts» - 2000 — «Gothabilly. Rockin' Necropolis» - 2000 — «FUZZbox Vol. 9» - 2003 — «Kenrocks Presents. London Nite Vol.2» - 2009 — «This Is Psychobilly. 25 Years of Rockin’ and Wreckin’» - 2018 — «Just a Bad Dream. Sixty British Garage and Trash Nuggets 1981—89» Видео - 1989 — «Live at Billy's (Stoke on Trent)» - 2006 — «Legend of the Krewmen» (записи начала 1990-х) |